# Takapou O Hinewai Cascade
Die Takapou O Hinewai Cascade ist eine Kaskade bislang nicht ermittelter Fallhöhe im Gebiet des Te Urewera der Region Hawke’s Bay auf der Nordinsel Neuseelands. Sie liegt im Lauf des Hopuruahine Stream kurz vor dessen Mündung in das Whanganui Inlet, eine Bucht im Norden des Lake Waikaremoana.